# Irina Yánina
Irina Yúrievna Yánina (en ruso: Ири́на Ю́рьевна Я́нина; Taldikorgán, Unión Soviética, 27 de noviembre de 1966 - Karamaji, Rusia, 31 de agosto de 1999) fue una enfermera rusa, sargento médico y Héroe de la Federación de Rusia.

## Biografía
Irina Yanina nació el 27 de noviembre de 1966 en la localidad de Taldikorgán en la RSS de Kazajistán. Después de graduarse de la escuela de medicina, trabajó como asistente de enfermería y enfermera en un dispensario de tuberculosis y en un hospital materno-infantil.
En 1995 se alistó en las Tropas Internas del Ministerio del Interior de la Federación de Rusia, donde desempeñó como enfermera en una compañía médica de la 22.ª Brigada Operativa en la ciudad de Kalach del Don. Durante la primera guerra chechena, Irina realizó dos viajes de servicio a la zona del conflicto. Durante la segunda guerra chechena, su unidad se desplegó en Daguestán en julio de 1999.

### Muerte
El 31 de agosto de 1999, la sargento Yánina estaba con un grupo de evacuación que prestó asistencia a los soldados heridos durante la batalla por la aldea de Karamaji. A riesgo de su vida, brindó asistencia médica a quince soldados heridos. Además, participó en la batalla en un BTR-80 bajo el intenso fuego enemigo tres veces y logró salvar a veintiocho soldados de las fuerzas federales.
Cuando intentaba acceder a los heridos por cuarta vez, el enemigo cambió a tácticas ofensivas. Irina Yánina organizó el envío de heridos y cubrió el operativo con fuego de un fusil de asalto. Mientras su transporte de personal de infantería (APC) se alejaba del área, fue alcanzado por granadas propulsadas por cohetes y le prendieron fuego. La sargento Yánina ayudó con éxito a los heridos a salir del vehículo en llamas, pero no pudo salir sola y murió en el incendio. Por su valentía, la sargento Yánina está inscrita para siempre en las listas de personal de su unidad militar.
Por el Decreto N.º 1354 del Presidente de la Federación de Rusia del 14 de octubre de 1999, Irina Yúrievna Yánina recibió el título de Héroe de la Federación de Rusia (a título póstumo). Irina Yánina es la primera y única mujer en recibir dicho título por participar en hostilidades durante la Invasión de Daguestán.
En 2012, Pochta Rosi emitió un sello postal de la serie Héroes de la Federación de Rusia con la imagen de Irina Yánina. En 2021, se le dio su nombre  a la antigua calle Ippodromnaya en Majachkalá la capital de Danguestán.